# 奧克菲爾德 (紐約州)
奧克菲爾德（英語：Oakfield）是一個位於美國紐約州傑納西縣的鎮。

## 人口
根據2020年美國人口普查的數據，奧克菲爾德的面積為61.99平方千米，當中陸地面積為60.37平方千米，而水域面積為1.62平方千米。當地共有人口3145人，而人口密度為每平方千米51人。